# Tony DeMarco
Pour les articles homonymes, voir Demarco (homonymie).
Tony DeMarco est un boxeur américain né le 14 janvier 1932 à Boston, Massachusetts et mort dans la même ville le 11 octobre 2021.

## Carrière
Passé professionnel en 1948, il devient champion du monde des poids welters le 1er avril 1955 en battant Johnny Saxton par arrêt de l'arbitre à la 14e reprise mais cède son titre dès le combat suivant face à Carmen Basilio au 12e round. DeMarco perd également le combat revanche quelques mois plus tard et met un terme à sa carrière en 1962 sur un bilan de 58 victoires contre 12 défaites et 1 match nul.

## Distinction
- Basilio vs. DeMarco II est élu combat de l'année en 1955.